# EMPAR
EMPAR（英語: European Multifunction Phased-Array Radar）は、イタリアのアレニア・マルコーニ・システムズ（AMS; 現在のSELEX）社が開発した艦載用の多機能3次元レーダー。PAAMS(E)武器システムの中核的なセンサーとして採用されており、イタリア海軍ではMM/SPY-790として制式化されている。

## 来歴

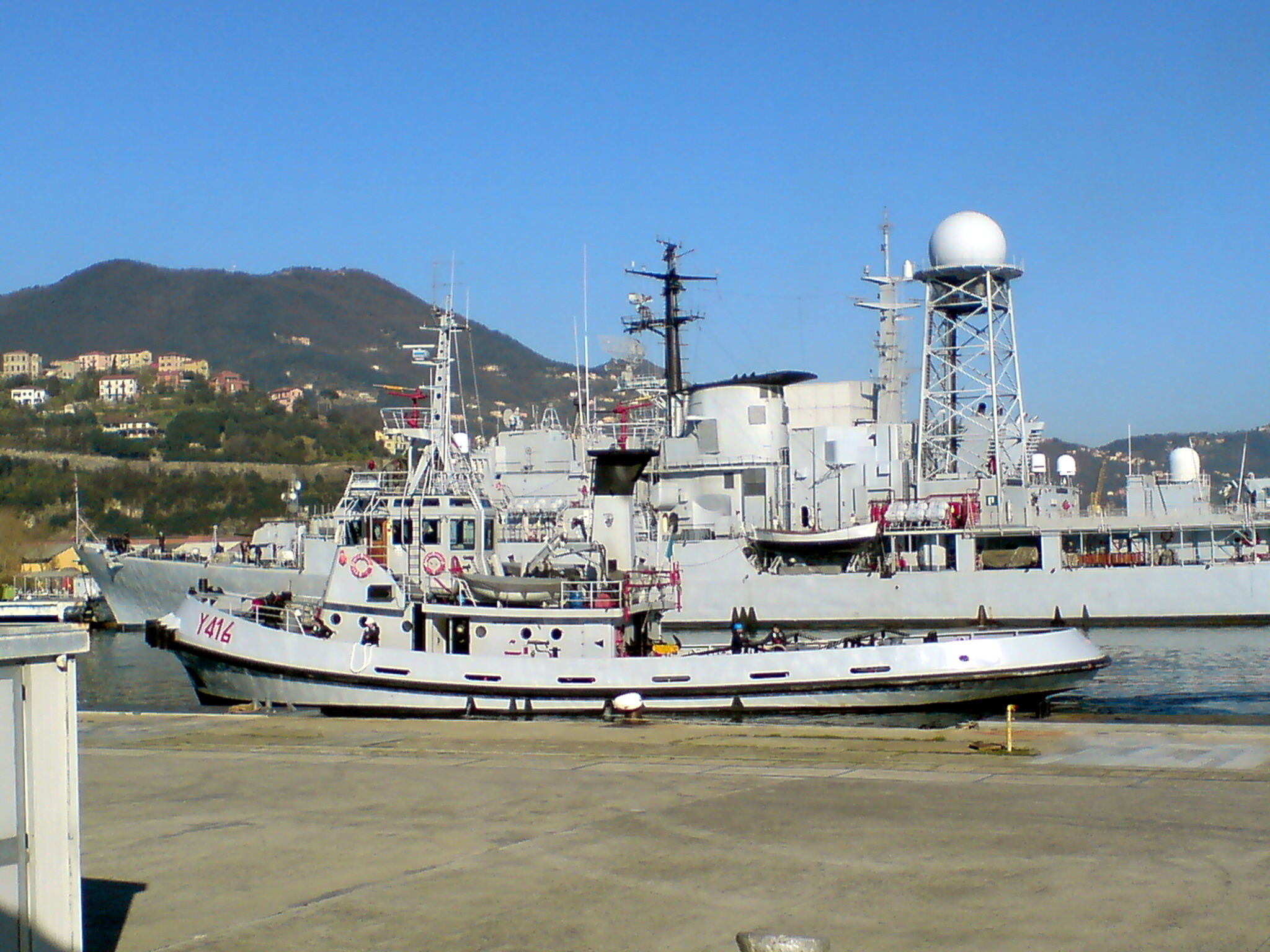
EMPARの試作機を搭載した「カラビニエーレ」（写真奥の艦）。後部マストの頂部に試作機が搭載されている。

アレニア社による多機能レーダー開発の試みは、1965年より着手された。その後、1980年代後半にNATO加盟8カ国による共通フリゲートとしてNFR-90 (NATO Frigate Replacement for 1990s) の計画が開始されると、イタリア海軍向けの艦には同社製の多機能レーダーが搭載される予定とされ、1986年には開発契約が成立した。NFR-90計画そのものは各国間の調整から難航し、1990年にはイタリアも計画から脱退したが、その後フランスやイギリスと共同でホライズン計画が開始されたことから、同社の多機能レーダーはこちら向けとして開発が続けられることになった。1995年中盤より、試作機をアルピーノ級フリゲートの2番艦「カラビニエーレ」（F581）に搭載しての洋上試験が開始された。初の実用機搭載艦であるフランス海軍の「フォルバン」は2008年に就役した。

## 設計
アンテナは、試作機では背中合わせに配置された2面の回転式であったが、実用機では1面回転式とされた。寸法は高さ2,100mm×幅2,200mm×奥行き1,010mmで、垂直から約30度傾斜している。パッシブ・フェーズド・アレイ（PESA）方式を採用しており、アンテナ面には2,160個の送信管が配置されている。位相制御は4ビットのピン・ダイオード移相機によって行なわれる。送信機は進行波管（TWT）を使用しているが、最大出力は120キロワット程度と伝えられ、4－6メガワットのAN/SPY-1と比べて格段に小さい。動作周波数はCバンドである。ペンシル・ビームの幅は通常2.6度で、アンテナ面中心線に対して左右45度、上下±60度の空間を走査する事ができる。なお、アンテナは直径5000mm・重量350kgのレドームに収容されている。またアクティヴ・フェーズド・アレイ（AESA）方式に変更した派生型としてKRONOSも開発されている。
探知距離は、レーダー反射断面積（RCS）が10m2の目標（大型航空機に相当）に対しては180 km (97 nmi)、2m2の目標（小型戦闘機に相当）に対しては100 km (54 nmi)、0.1平方メートルの目標（シースキマーに相当）に対しては50 km (27 nmi)である。同時に300個の目標（高優先度69個、低優先度231個）を処理可能であり、うち50目標に対して、武器指向可能な精度での追尾を行うことができる。ただし実際に同時にミサイル攻撃可能な目標数は24個である。最大能力では、EMPARのレーダー時間のうち、75%が新たな目標の捜索に当てられ、20%が既知の目標の追尾に、5%がミサイルへの指令誘導アップリンクに用いられることになる。

## 採用国と搭載艦
アルジェリア海軍
- 揚陸艦「カラート・ベニ・アッベス」（KRONOS）

 イタリア海軍
- 軽空母「カヴール」（EMPAR）
- アンドレア・ドーリア級駆逐艦（EMPAR）
- カルロ・ベルガミーニ級フリゲート（EMPAR）

 カタール海軍
- アル・ズバラ級フリゲート（KRONOS）

 フランス海軍
- フォルバン級駆逐艦（EMPAR）